# Pur et dur
Pur et dur est une expression employée dans certains médias du Québec pour désigner les partisans d'une prétendue ligne dure idéologique à l'intérieur du mouvement souverainiste du Québec. Le sens général de l'expression fait référence à un refus de compromis sur les objectifs du mouvement, soit la sauvegarde du français et l'indépendance politique de la nation québécoise, par grand nombre de souverainistes. 
Les adversaires de l'indépendance utilisent ce terme de façon péjorative. Un bon nombre de partisans de l'indépendance se sont vu accoler l'étiquette de « pur et dur », dont entre autres Yves Michaud et Jacques Parizeau.
En réponse à l'utilisation et l'acception marquée de cette expression, quelques militants péquistes, comme Jean-Claude Saint-André, candidat à la direction du PQ, ont répondu au phénomène en s'identifiant eux-mêmes comme « pur er dur ».
À l'intérieur même du PQ, les purs et durs se sont déjà opposés aux candidats plus modérés comme Lucien Bouchard et René Lévesque. Ils refusent plusieurs compromis étapistes proposés par les moins radicaux.
La dichotomie radical/modéré n'est pas claire. En pratique, les gens du mouvement se divisent le long de plusieurs axes selon plusieurs positions possibles :
- modèle voulu :
  - l'indépendance
  - l'indépendance ou sinon l'association
  - l'association
  - l'association ou sinon l'indépendance
  - l'association ou sinon le fédéralisme asymétrique
- mode d'accession :
  - élection amenant directement au modèle voulu
  - élection amorçant la transition, avec référendum comme outil de reconnaissance internationale
  - élection d'un gouvernement ordinaire, qui organise un référendum pour autoriser la transition
  - élection d'un gouvernement ordinaire, qui organise un référendum pour autoriser la négociation d'une transition avec le gouvernement fédéral, à faire approuver par un deuxième référendum
  - élection d'un gouvernement ordinaire en reportant le projet à plus tard
- formes de promotion :
  - le parti doit-il prendre toutes les occasions d'en parler en chambre, en conférence de presse ?
  - quelle place le projet doit-il occuper dans une campagne électorale ?
  - un gouvernement du parti peut-il dépenser pour faire la promotion du projet ?
  - le parti doit-il faire du porte-à-porte pour le projet en dehors des campagnes électorales et référendaires ?
  - le parti doit-il attendre les conditions gagnantes, les changements démographiques, l'opinion publique ?
  - etc.

Ainsi, quelqu'un peut être considéré « pur-et-dur » (ou « radical ») pour des raisons différentes de quelqu'un d'autre. 